# Società Sportiva Audace Cerignola 2023-2024
Questa voce raccoglie le informazioni riguardanti la Società Sportiva Audace Cerignola nelle competizioni ufficiali della stagione 2023-2024.

## Stagione
La stagione 2023/24 vedrà il Cerignola alla sua 5ª partecipazione nella terza serie del Campionato italiano di calcio. Ivan Tisci sostituisce Michele Pazienza in panchina, mentre il promettente attaccante Ismail Achik volerà in Serie B con la maglia del Bari. La società punta a migliorare il 5º posto della passata stagione: come rinforzi di rilievo dal mercato estivo arrivano il difensore Luca Martinelli, neo-laureatosi campione del girone C e supercampione di Serie C con la maglia del Catanzaro, nonché eletto miglior difensore della Serie C 2022-2023, il portiere lituano Titas Krapikas e l'attaccante Leonetti dalla Turris. La squadra parte il 20 luglio alla volta di San Giovanni Rotondo per un pre-ritiro; seguirà la partenza per Palena il 31 luglio, dove verrà svolto il resto della preparazione. Il campionato inizia il 2 settembre con un pareggio casalingo per 2-2 contro il Messina.
Dopo 32 gare, con la squadra fuori dalla lotta playoff e con un rendimento altalenante, arriva l'esonero del tecnico Tisci, che sarà sostituito da Giuseppe Raffaele. Sotto la guida del tecnico siciliano l'Audace riesce a risalire fino al settimo posto in classifica, qualificandosi così ai play-off per il secondo anno di fila. Nel primo turno di post season pareggia 1-1 contro il Giugliano, risultato che in virtù del miglior piazzamento in classifica permette ai gialloblù di qualificarsi al secondo turno, dove ad attenderli è la Casertana: il pareggio a reti bianche che ne deriverà, qualificherà quest'ultima alle fasi nazionali ponendo fine alla stagione degli ofantini.

## Divise e sponsor
Lo sponsor tecnico è Adidas.
I Main Sponsor sono Proshop (marchio proprietario del club) e Il Caminietto, che compariranno sulla prima maglia da gioco; Ecodaunia campeggerà invece sulla seconda maglia da gara e farma export sulla terza. Nel corso della stagione verrà presentata una quarta maglia, di colore nero, sulla quale comparirà la Masiello Food come unico sponsor.
| 1ª divisa | 2ª divisa | 3ª divisa |

## Organigramma societario
Di seguito sono riportati i membri dello staff del Cerignola.
Area direttiva
- Presidente: Nicola Grieco
- Vicepresidente: Francesco Grieco
- Amministratore unico: Nicola Grieco
- Segretario generale: Giovanni Francavilla
- Segretario: Marco Santopaolo

Area comunicazione e marketing
- Area Comunicazione: Francesco Zagaria
- Area Comunicazione e Multimedia: Michele Costantino
- Ticketing:
- Marketing: Valentina Vasciaveo

Area sportiva
- Direttore generale:
- Direttore sportivo: Elio Di Toro
- Team manager: Francesco Di Biase

Area tecnica
- Allenatore: Giuseppe Raffaele
- Allenatore in seconda: Giovanni Ferrari
- Collaboratore tecnico:
- Preparatore atletico: Maurizio Nanula
- Preparatore portieri: Antonio Cagnazzo
- Magazzinieri: Gaetano Basiliano, Damiano Caggianelli, Matteo Totaro

Area sanitaria
- Responsabile sanitario: Antonino Riggio
- Medico sociale: Massimo De Prezzo
- Fisioterapisti: Giancarlo Napoletano, Vincenzo Musci
- Osteopata:
- Podologo:

## Rosa
Rosa e numerazione ufficiali aggiornate al 23 aprile 2024.
| N. |                      | Ruolo | Calciatore                   |
| -- | -------------------- | ----- | ---------------------------- |
| 1  | Lituania (bandiera)  | P     | Titas Krapikas               |
| 3  | Italia (bandiera)    | D     | Luca Russo                   |
| 4  | Italia (bandiera)    | D     | Giacinto Allegrini           |
| 5  | Italia (bandiera)    | C     | Galo Capomaggio              |
| 6  | Italia (bandiera)    | D     | Santiago Visentin            |
| 7  | Italia (bandiera)    | D     | Giuseppe Coccia              |
| 8  | Italia (bandiera)    | C     | Raffaele Bianco              |
| 9  | Italia (bandiera)    | A     | Giancarlo Malcore (capitano) |
| 10 | Italia (bandiera)    | A     | Luca Lombardi                |
| 11 | Italia (bandiera)    | A     | Vito Leonetti                |
| 12 | Italia (bandiera)    | P     | Giuseppe Fares               |
| 13 | Argentina (bandiera) | C     | Giancarlo Bianchini          |
| 15 | Italia (bandiera)    | D     | Alessandro Ligi              |
| 17 | Italia (bandiera)    | A     | Filippo D'Andrea             |

| N. |                    | Ruolo | Calciatore              |
| -- | ------------------ | ----- | ----------------------- |
| 18 | Italia (bandiera)  | C     | Aldo Bezzon             |
| 20 | Spagna (bandiera)  | C     | Miguel Angel Sainz-Maza |
| 21 | Italia (bandiera)  | D     | Alberto Tentardini      |
| 22 | Italia (bandiera)  | P     | Salvatore Trezza        |
| 23 | Italia (bandiera)  | D     | Lorenzo Gonnelli        |
| 24 | Italia (bandiera)  | C     | Zak Ruggiero            |
| 29 | Italia (bandiera)  | C     | Mattia Tascone          |
| 30 | Italia (bandiera)  | P     | Davide Barosi           |
| 34 | Italia (bandiera)  | D     | Agostino Rizzo          |
| 55 | Italia (bandiera)  | D     | Luca Martinelli         |
| 77 | Italia (bandiera)  | C     | Matteo Ghisolfi         |
| 80 | Italia (bandiera)  | A     | Alessandro Carnevale    |
| 99 | Albania (bandiera) | A     | Dardan Vuthaj           |

## Calciomercato

### Sessione estiva(dall'1/7 all'1/9)
| Acquisti | Acquisti             | Acquisti   | Acquisti      |
| R.       | Nome                 | da         | Modalità      |
| -------- | -------------------- | ---------- | ------------- |
| P        | Titas Krapikas       | -          | svincolato    |
| P        | Francesco Tricarico  | Nola       | fine prestito |
| D        | Luca Martinelli      | -          | svincolato    |
| D        | Lorenzo Gonnelli     | AZ Picerno | fine prestito |
| D        | Alberto Tentardini   | Catanzaro  | definitivo    |
| D        | Umberto De Luca      | Genoa      | prestito      |
| D        | Cristian Basile      | SPAL       | prestito      |
| D        | Vincenzo Farucci     | Molfetta   | fine prestito |
| D        | Bruno Prati          | Fiorentina | prestito      |
| D        | Alberto Rizzo        | Avellino   | prestito      |
| C        | Mattia Vitale        | Sampdoria  | prestito      |
| C        | Matteo Ghisolfi      | Cremonese  | prestito      |
| C        | Aldo Bezzon          | -          | svincolato    |
| A        | Alessandro Carnevale | Matese     | definitivo    |
| A        | Vito Leonetti        | -          | svincolato    |
| A        | Franco Sosa          | -          | svincolato    |
| A        | Samuele Neglia       | Fermana    | fine prestito |

| Cessioni | Cessioni            | Cessioni   | Cessioni                 |
| R.       | Nome                | a          | Modalità                 |
| -------- | ------------------- | ---------- | ------------------------ |
| P        | Umberto Saracco     | Lecco      | prestito                 |
| P        | Francesco Tricarico | -          | rescissione contrattuale |
| D        | Paolo Giofrè        | -          | fine contratto           |
| D        | Fabricio Oliveira   | -          | fine contratto           |
| D        | Paolo Bianco        | Gallipoli  | prestito                 |
| D        | Samuele Righetti    | Perugia    | fine prestito            |
| D        | Edoardo Blondett    | Sorrento   | definitivo               |
| D        | Vincenzo Farucci    | Bisceglie  | prestito                 |
| C        | Christian Langella  | Rimini     | definitivo               |
| C        | Alessandro Inguscio | Nardò      | prestito                 |
| C        | Edoardo Mengani     | Campobasso | prestito                 |
| A        | Luigi Samele        | Sassuolo   | fine prestito            |
| A        | Mattia Montini      | Monopoli   | fine prestito            |
| A        | Ismail Achik        | Bari       | definitivo               |

### Sessione invernale(dal 3 al 31/1)
| Acquisti | Acquisti            | Acquisti | Acquisti             |
| R.       | Nome                | da       | Modalità             |
| -------- | ------------------- | -------- | -------------------- |
| D        | Santiago Visentin   | -        | svincolato           |
| P        | Davide Barosi       | Ascoli   | prestito con diritto |
| C        | Giancarlo Bianchini | Fasano   | definitivo           |
| A        | Luca Lombardi       | Brindisi | prestito             |
| A        | Dardan Vuthaj       | -        | svincolato           |

| Cessioni | Cessioni          | Cessioni           | Cessioni      |
| R.       | Nome              | a                  | Modalità      |
| -------- | ----------------- | ------------------ | ------------- |
| D        | Bruno Prati       | Fiorentina         | fine prestito |
| D        | Cristian Basile   | -                  | fine prestito |
| D        | Umberto De Luca   | Manfredonia        | prestito      |
| C        | Manuel Botta      | -                  | svincolato    |
| C        | Mattia Vitale     | Sampdoria          | fine prestito |
| A        | Franco Sosa       | Monopoli           | definitivo    |
| A        | Michele D’Ausilio | Avellino           | definitivo    |
| A        | Samuele Neglia    | Virtus Francavilla | prestito      |

## Risultati

### Serie C

#### Girone di andata
| Arbitro: | Gauzolino (Torino) |

|                  |           |                          |
| Malcore 30’, 52’ | Marcatori | 28’ Tropea 90+2’ Firenze |

| Arbitro: | Lovison (Padova) |

|                            |           |                                   |
| Blondett 16’ La Monica 52’ | Marcatori | 37’ (rig.) Malcore 60’ Tentardini |

| Arbitro: | Bordin (Bassano del Grappa) |

|                                           |           |            |
| D’Andrea 15’ D’Ausilio 26’ Ghisolfi 90+2’ | Marcatori | 8’ Valenti |

| Arbitro: | Crezzini (Siena) |

|             |           |                 |
| Gomez 90+1’ | Marcatori | 90’ (aut.) Dini |

| Cerignola 25 settembre 2023, ore 20:45 CEST 5ª giornata | Audace Cerignola   | 0 – 0 referto | Juve Stabia | Stadio Domenico Monterisi (3 000 spett.)\| Arbitro: \| Calzavara (Varese) \| |
| Arbitro:                                                | Calzavara (Varese) |               |             |                                                                              |

| Francavilla Fontana 2 ottobre 2023, ore 15:00 CEST 6ª giornata | Taranto        | 0 – 0 referto | Audace Cerignola | Nuovarredo Arena (0 spett.)\| Arbitro: \| Caldera (Como) \| |
| Arbitro:                                                       | Caldera (Como) |               |                  |                                                             |

| Cerignola 8 ottobre 2023, ore 20:45 CEST 7ª giornata | Audace Cerignola   | 0 – 0 referto | Benevento | Stadio Domenico Monterisi (3 300 spett.)\| Arbitro: \| Scatena (Avezzano) \| |
| Arbitro:                                             | Scatena (Avezzano) |               |           |                                                                              |

| Arbitro: | Luongo (Napoli) |

|  |           |                                        |
|  | Marcatori | 1’ Tascone 18’ Leonetti 90+2’ D’Andrea |

| Arbitro: | Grasso (Ariano Irpino) |

|                         |           |  |
| D’Ausilio 23’ Rizzo 86’ | Marcatori |  |

| Arbitro: | Ubaldi (Roma 1) |

|                 |           |  |
| Ricciardi 90+6’ | Marcatori |  |

| Arbitro: | Virgilio (Trapani) |

|                        |           |                                                       |
| Rizzo 82’ D’Andrea 87’ | Marcatori | 2’ Tavernelli 23’ Anastsio 83’ Soprano 90+3’ Montalto |

| Arbitro: | Madonia (Palermo) |

|                             |           |                          |
| Santaniello 39’ Starita 52’ | Marcatori | 53’ D’Ausilio 82’ Coccia |

| Arbitro: | Ancora (Roma 1) |

|             |           |  |
| Malcore 59’ | Marcatori |  |

| Arbitro: | Cavaliere (Paola) |

|                        |           |                          |
| Caturano 64’ Volpe 77’ | Marcatori | 21’ Malcore 51’ D’Andrea |

| Arbitro: | Djurdevic (Trieste) |

|             |           |              |
| Guida 92+2’ | Marcatori | 42’ D’Andrea |

| Arbitro: | Perri (Roma 1) |

|  |           |           |
|  | Marcatori | 19’ Gilli |

| Arbitro: | Scarpa (Collegno) |

|                                             |           |                                              |
| Polidori 41’ (rig.) 60’ (rig.) Giovinco 54’ | Marcatori | 28’ (rig.) 90+6’ (rig.) Malcore 33’ Ruggiero |

| Arbitro: | Nicolini (Brescia) |

|                               |           |  |
| Malcore 42’ (rig.) 74’ (rig.) | Marcatori |  |

| Arbitro: | Crezzini (Siena) |

|  |           |               |
|  | Marcatori | 31’ D’Ausilio |

#### Girone di ritorno
| Arbitro: | Di Cicco (Lanciano) |

|           |           |                          |
| Zunno 68’ | Marcatori | 62’ Malcore 84’ D’Andrea |

| Arbitro: | Emmanuele (Brescia) |

|              |           |                        |
| D’Andrea 71’ | Marcatori | 15’ Ravasio 63’ Vitale |

| Arbitro: | Costanza (Agrigento) |

|             |           |              |
| Bagatti 72’ | Marcatori | 52’ Leonetti |

| Arbitro: | Centi (Terni) |

|                                    |           |                                |
| Malcore 66’ D’Andrea 78’ 89’ 90+5’ | Marcatori | 26’ (aut.) Gonnelli 40’ D’Ursi |

| Arbitro: | Frascaro (Firenze) |

|                                                       |           |  |
| Adorante 27’ 74’ Candellone 34’ (rig.) Piovanello 88’ | Marcatori |  |

| Cerignola 11 febbraio 2024, ore 18:30 CET 25ª giornata | Audace Cerignola | 0 – 0 referto | Taranto | Stadio Domenico Monterisi (1 800 spett.)\| Arbitro: \| Lovison (Padova) \| |
| Arbitro:                                               | Lovison (Padova) |               |         |                                                                            |

| Arbitro: | Calzavara (Varese) |

|               |           |                |
| Capellini 24’ | Marcatori | 80’ Capomaggio |

| Arbitro: | Milone (Taurianova) |

|                |           |                      |
| Capomaggio 40’ | Marcatori | 2’ Piroli 14’ Eusepi |

| Arbitro: | Diop (Treviglio) |

|                                |           |                               |
| Ercolani 57’ Mastroianni 90+5’ | Marcatori | 65’ Vuthaj 87’ (rig.) Malcore |

| Arbitro: | Cavaliere (Paola) |

|              |           |          |
| Ruggiero 34’ | Marcatori | 77’ Gori |

| Arbitro: | Mastrodomenico (Matera) |

|                     |           |              |
| Montalto 75’ (rig.) | Marcatori | 88’ Visentìn |

| Cerignola 10 marzo 2024, ore 20:45 CET 31ª giornata                               | Audace Cerignola | 1 – 3 referto                        | Monopoli | Stadio Domenico Monterisi (1 700 spett.) |
| \| \| \| \| \| Vuthaj 26’ \| Marcatori \| 34’ Tommasini 54’ Borello 90+4’ Sosa \| |                  |                                      |          |                                          |
|                                                                                   |                  |                                      |          |                                          |
| Vuthaj 26’                                                                        | Marcatori        | 34’ Tommasini 54’ Borello 90+4’ Sosa |          |                                          |

| Arbitro: | Castellone (Napoli) |

|                                  |           |             |
| Chiricò 34’ (rig.) Zammarini 82’ | Marcatori | 58’ Malcore |

| Arbitro: | Frascaro (Firenze) |

|                         |           |                     |
| Coccia 44’ Vuthaj 90+2’ | Marcatori | 68’ (rig.) Caturano |

| Cerignola 31 marzo 2024, ore 20:45 CEST 34ª giornata | Audace Cerignola     | 0 – 0 referto | Turris | Stadio Domenico Monterisi (2 000 spett.)\| Arbitro: \| Costanza (Agrigento) \| |
| Arbitro:                                             | Costanza (Agrigento) |               |        |                                                                                |

| Arbitro: | Ancora (Roma 1) |

|                       |           |                   |
| Murano 26’ Ciko 90+5’ | Marcatori | 52’ (rig.) Vuthaj |

| Arbitro: | Luongo (Napoli) |

|                             |           |  |
| Coccia 22’ D’Andrea 51’ 61’ | Marcatori |  |

| Arbitro: | Centi (Terni) |

|               |           |                            |
| Antonacci 37’ | Marcatori | 8’ Sainz-Maza 72’ D'Andrea |

| Arbitro: | Mucera (Palermo) |

|                                       |           |  |
| D'Andrea 2’ 21’ Capomaggio 30’ (rig.) | Marcatori |  |

### Play-off

#### Fase eliminatoria
| Arbitro: | Ubaldi (Roma) |

|              |           |               |
| D’Andrea 27’ | Marcatori | 39’ Salvemini |

| Caserta 11 maggio 2024, ore 20:30 CEST secondo turno | Casertana        | 0 – 0 referto | Audace Cerignola | Stadio Alberto Pinto (4 000 spett.)\| Arbitro: \| Emmanuele (Pisa) \| |
| Arbitro:                                             | Emmanuele (Pisa) |               |                  |                                                                       |

### Coppa Italia Serie C
| Arbitro: | Di Francesco (Ostia) |

|                         |           |  |
| D’Auria 50’ (rig.), 55’ | Marcatori |  |

## Statistiche

### Statistiche di squadra
| Competizione         | Punti | In casa | In casa | In casa | In casa | In casa | In casa | In trasferta | In trasferta | In trasferta | In trasferta | In trasferta | In trasferta | Totale | Totale | Totale | Totale | Totale | Totale | D.R. |
| Competizione         | Punti | G       | V       | N       | P       | GF      | GS      | G            | V            | N            | P            | GF           | GS           | G      | V      | N      | P      | GF     | GS     | D.R. |
| -------------------- | ----- | ------- | ------- | ------- | ------- | ------- | ------- | ------------ | ------------ | ------------ | ------------ | ------------ | ------------ | ------ | ------ | ------ | ------ | ------ | ------ | ---- |
| Serie C              | 53    | 19      | 8       | 6       | 5       | 28      | 19      | 19           | 4            | 11           | 4            | 26           | 27           | 38     | 12     | 17     | 9      | 54     | 46     | +8   |
| Play-off             | -     | 1       | 0       | 1       | 0       | 1       | 1       | 1            | 0            | 1            | 0            | 0            | 0            | 2      | 0      | 2      | 0      | 1      | 1      | 0    |
| Coppa Italia Serie C | -     | 0       | 0       | 0       | 0       | 0       | 0       | 1            | 0            | 0            | 1            | 0            | 2            | 1      | 0      | 0      | 1      | 0      | 2      | -2   |
| Totale               | 53    | 19      | 8       | 6       | 5       | 28      | 19      | 21           | 4            | 12           | 5            | 26           | 29           | 41     | 12     | 19     | 10     | 55     | 49     | +6   |

### Andamento in campionato
| Giornata  | 1  | 2  | 3 | 4 | 5 | 6 | 7  | 8 | 9 | 10 | 11 | 12 | 13 | 14 | 15 | 16 | 17 | 18 | 19 | 20 | 21 | 22 | 23 | 24 | 25 | 26 | 27 | 28 | 29 | 30 | 31 | 32 | 33 | 34 | 35 | 36 | 37 | 38 |
| --------- | -- | -- | - | - | - | - | -- | - | - | -- | -- | -- | -- | -- | -- | -- | -- | -- | -- | -- | -- | -- | -- | -- | -- | -- | -- | -- | -- | -- | -- | -- | -- | -- | -- | -- | -- | -- |
| Luogo     | C  | T  | C | T | C | T | C  | T | C | T  | C  | T  | C  | T  | T  | C  | T  | C  | T  | T  | C  | T  | C  | T  | C  | T  | C  | T  | C  | T  | C  | T  | C  | C  | T  | C  | T  | C  |
| Risultato | N  | N  | V | N | N | N | N  | V | V | P  | P  | N  | V  | N  | N  | P  | N  | V  | V  | V  | P  | N  | V  | P  | N  | N  | P  | N  | N  | N  | P  | P  | V  | N  | P  | V  | V  | V  |
| Posizione | 10 | 11 | 5 | 6 | 7 | 8 | 11 | 7 | 3 | 7  | 10 | 10 | 8  | 9  | 8  | 11 | 10 | 9  | 8  | 8  | 8  | 8  | 7  | 9  | 8  | 8  | 11 | 11 | 11 | 10 | 11 | 13 | 11 | 11 | 12 | 11 | 10 | 7  |

Legenda:

Luogo: C = Casa; T = Trasferta. Risultato: V = Vittoria; N = Pareggio; P = Sconfitta.

### Statistiche dei giocatori
| Giocatore        | Serie C  | Serie C | Serie C     | Serie C    | Play-off | Play-off | Play-off    | Play-off   | Coppa Italia Serie C | Coppa Italia Serie C | Coppa Italia Serie C | Coppa Italia Serie C | Totale   | Totale | Totale      | Totale     |
| Giocatore        | Presenze | Reti    | Ammonizioni | Espulsioni | Presenze | Reti     | Ammonizioni | Espulsioni | Presenze             | Reti                 | Ammonizioni          | Espulsioni           | Presenze | Reti   | Ammonizioni | Espulsioni |
| ---------------- | -------- | ------- | ----------- | ---------- | -------- | -------- | ----------- | ---------- | -------------------- | -------------------- | -------------------- | -------------------- | -------- | ------ | ----------- | ---------- |
| T. Krapikas      | 26       | 0       | 4           | 1          | 0        | 0        | 0           | 0          | 0                    | 0                    | 0                    | 0                    | 26       | 0      | 4           | 1          |
| L. Russo         | 35       | 0       | 0           | 0          | 2        | 0        | 0           | 0          | 0                    | 0                    | 0                    | 0                    | 37       | 0      | 0           | 0          |
| G. Allegrini     | 15       | 0       | 2           | 1          | 0        | 0        | 0           | 0          | 1                    | 0                    | 0                    | 0                    | 16       | 0      | 2           | 1          |
| G. Capomaggio    | 28       | 1       | 11          | 0          | 2        | 0        | 1           | 0          | 0                    | 0                    | 0                    | 0                    | 30       | 1      | 12          | 0          |
| S. Visentin      | 15       | 1       | 3           | 0          | 2        | 0        | 0           | 0          | 0                    | 0                    | 0                    | 0                    | 17       | 1      | 3           | 0          |
| G. Coccia        | 26       | 3       | 4           | 0          | 2        | 0        | 1           | 0          | 1                    | 0                    | 0                    | 0                    | 29       | 3      | 5           | 0          |
| R. Bianco        | 18       | 0       | 4           | 0          | 0        | 0        | 0           | 0          | 1                    | 0                    | 0                    | 0                    | 19       | 0      | 4           | 0          |
| G. Malcore       | 35       | 13      | 5           | 0          | 1        | 0        | 0           | 0          | 1                    | 0                    | 0                    | 0                    | 37       | 13     | 5           | 0          |
| L. Lombardi      | 5        | 0       | 0           | 0          | 0        | 0        | 0           | 0          | 0                    | 0                    | 0                    | 0                    | 5        | 0      | 0           | 0          |
| V. Leonetti      | 27       | 2       | 2           | 1          | 0        | 0        | 0           | 0          | 1                    | 0                    | 0                    | 0                    | 28       | 2      | 2           | 1          |
| G. Fares         | 0        | 0       | 0           | 0          | 0        | 0        | 0           | 0          | 0                    | 0                    | 0                    | 0                    | 0        | 0      | 0           | 0          |
| G. Bianchini     | 11       | 0       | 1           | 0          | 2        | 0        | 0           | 0          | 0                    | 0                    | 0                    | 0                    | 13       | 0      | 1           | 0          |
| A. Ligi          | 17       | 0       | 4           | 0          | 2        | 0        | 0           | 0          | 0                    | 0                    | 0                    | 0                    | 19       | 0      | 4           | 0          |
| F. D'Andrea      | 37       | 15      | 8           | 0          | 2        | 1        | 0           | 0          | 0                    | 0                    | 0                    | 0                    | 39       | 16     | 8           | 0          |
| A. Bezzon        | 4        | 0       | 0           | 0          | 0        | 0        | 0           | 0          | 0                    | 0                    | 0                    | 0                    | 4        | 0      | 0           | 0          |
| M. A. Sainz-Maza | 21       | 1       | 0           | 0          | 2        | 0        | 1           | 0          | 1                    | 0                    | 1                    | 0                    | 24       | 1      | 2           | 0          |
| A. Tentardini    | 29       | 1       | 5           | 0          | 2        | 0        | 0           | 0          | 0                    | 0                    | 0                    | 0                    | 31       | 1      | 5           | 0          |
| S. Trezza        | 5        | 0       | 0           | 0          | 0        | 0        | 0           | 0          | 1                    | 0                    | 0                    | 0                    | 6        | 0      | 0           | 0          |
| L. Gonnelli      | 22       | 0       | 2           | 0          | 2        | 0        | 0           | 0          | 1                    | 0                    | 0                    | 0                    | 25       | 0      | 2           | 0          |
| Z. Ruggiero      | 34       | 3       | 4           | 0          | 0        | 0        | 0           | 0          | 1                    | 0                    | 1                    | 0                    | 35       | 3      | 5           | 0          |
| M. Tascone       | 36       | 1       | 10          | 0          | 2        | 0        | 1           | 0          | 1                    | 0                    | 0                    | 0                    | 39       | 1      | 11          | 0          |
| D. Barosi        | 9        | 0       | 0           | 0          | 2        | 0        | 0           | 0          | 0                    | 0                    | 0                    | 0                    | 11       | 0      | 0           | 0          |
| A. Rizzo         | 17       | 2       | 1           | 0          | 0        | 0        | 0           | 0          | 1                    | 0                    | 1                    | 0                    | 18       | 2      | 2           | 0          |
| L. Martinelli    | 16       | 0       | 6           | 2          | 2        | 0        | 0           | 0          | 0                    | 0                    | 0                    | 0                    | 18       | 0      | 6           | 2          |
| M. Ghisolfi      | 13       | 1       | 1           | 0          | 0        | 0        | 0           | 0          | 1                    | 0                    | 0                    | 0                    | 14       | 1      | 1           | 0          |
| A. Carnevale     | 8        | 0       | 0           | 0          | 1        | 0        | 0           | 0          | 1                    | 0                    | 0                    | 0                    | 10       | 0      | 0           | 0          |
| D. Vuthaj        | 13       | 4       | 1           | 0          | 2        | 0        | 0           | 0          | 0                    | 0                    | 0                    | 0                    | 15       | 4      | 1           | 0          |